# Les Traducteurs
Ne doit pas être confondu avec Le Traducteur (film).
Pour plus de détails, voir Fiche technique et Distribution.
Les Traducteurs est un film à suspense français coécrit et réalisé par Régis Roinsard, sorti en 2019.

## Synopsis
Le troisième tome de la série littéraire à succès Dedalus, du mystérieux auteur Oscar Brach, est sur le point de sortir. Avant la parution du livre, neuf traducteurs sont sélectionnés pour travailler dans le secret absolu sur la traduction du texte français dans leurs langues respectives (anglais, allemand, russe, portugais, danois, mandarin, espagnol, grec et italien). D'horizons différents, ils vont devoir vivre reclus dans un luxueux bunker situé sous un manoir en France, pour éviter toute fuite. Le très strict éditeur Éric Angstrom leur interdit tout contact avec l'extérieur. La sortie de ce roman est, pour lui et pour sa maison d'édition, un enjeu financier colossal. Or, après trois semaines de travail, et bien que les traducteurs soient confinés dans le bunker, les dix premières pages du roman sont pourtant dévoilées sur Internet le jour de Noël. Alors que tout le monde se demande d'où vient la fuite, le mystérieux hacker exige une énorme rançon pour ne pas dévoiler le reste du roman. Mais au fur et à mesure de l'intrigue, des flash-backs dévoilent des mystères et des secrets sur certains traducteurs et sur les agissements d'Éric Angstrom, jusqu'au dénouement final qui révèle les véritables intentions du hacker, et l'identité d'Oscar Brach...

## Fiche technique
Sauf indication contraire, les informations mentionnées dans cette section peuvent être confirmées par la base de données cinématographiques Unifrance,  présente dans la section « Liens externes ».
- Titre original : Les Traducteurs
- Titre anglophone international : The Translators
- Réalisation : Régis Roinsard
- Scénario : Romain Compingt, Daniel Presley et Régis Roinsard
- Photographie : Guillaume Schiffman
- Montage : Loïc Lallemand
- Musique : Jun Miyake
- Décors : Sylvie Olivé
- Costumes : Emmanuelle Youchnovski
- Son : Pierre Bariaud, Guadalupe Cassius, Pierre Mertens, Luc Thomas
- Producteur : Alain Attal

Producteur exécutif : Xavier Amblard
- Sociétés de production : Trésor Films ; Mars Films, France 2 Cinéma et Wild Bunch (coproductions) ; Artémis Productions (coproduction étrangère) ; SOFICA Cofinova 13, Indéfilms 6 (en association avec)
- Sociétés de distribution : Trésor Cinéma, Mars Films (France), O'Brother Distribution (Belgique), Pathé Films AG (Suisse romande)
- Budget : 9,77 millions €
- Pays de production :  France
- Langue de tournage : français
- Format : couleur
- Genre : thriller
- Durée : 105 minutes
- Dates de sortie :
  - République tchèque : 23 novembre 2019 (Festival du film français de Prague)[1]
  - France, Suisse romande : 29 janvier 2020
  - Belgique : 5 février 2020

## Distribution
- Lambert Wilson : Éric Angstrom, l'éditeur
- Alex Lawther : Alex Goodman, le traducteur anglais
- Olga Kurylenko : Katerina Anisinova, la traductrice russe
- Riccardo Scamarcio : Dario Farelli, le traducteur italien
- Sidse Babett Knudsen : Helene Tuxen, la traductrice danoise
- Eduardo Noriega : Javier Casal, le traducteur espagnol
- Anna Maria Sturm : Ingrid Korbel, la traductrice allemande
- Frédéric Chau : Chen Yao, le traducteur chinois
- Maria Leite : Telma Alves, la traductrice portugaise
- Manolis Mavromatakis : Konstantinos Kedrinos, le traducteur grec
- Sara Giraudeau : Rose-Marie Houeix, l'assistante d'Éric Angstrom
- Patrick Bauchau : Georges Fontaine, le libraire de Barfleur
- Sergueï Nesterenko : Marat
- Ilya Nikitenko : Ivan
- Miglen Mirtchev : Sergeï
- Michel Bompoil : Robert Monteil
- Nicolas Koretzky : Philippe Arthur
- Vinciane Millereau : Carole Bauer
- Jade Phan-Gia : Lucie Smadja
- Marc Arnaud : Paul Sierra
- Irina Muluile : inspecteur Camara
- Stéphane Pezerat : inspecteur Pulaski
- Kester Lovelace : inspecteur anglais
- Jacob Lohmann : Karl, le mari d'Helene Tuxen
- Alasdair Noble : Alex Goodman enfant
- Suzana Joaquim Mausdlay : hôtesse de l'aéroport de Lisbonne

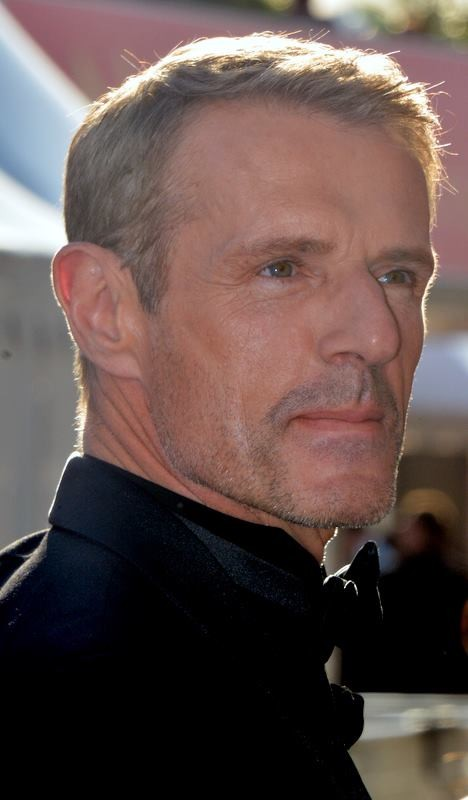
Lambert Wilson
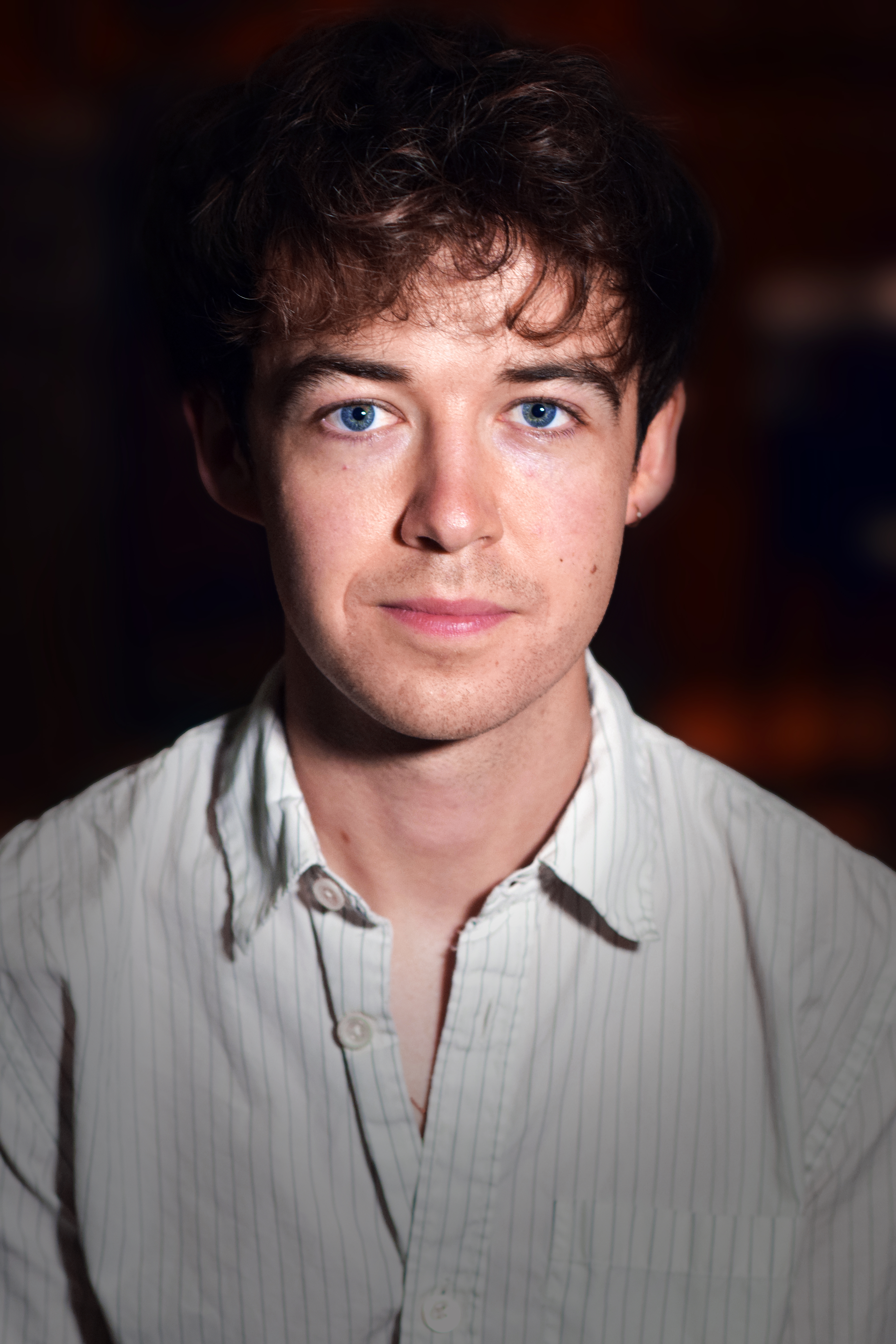
Alex Lawther
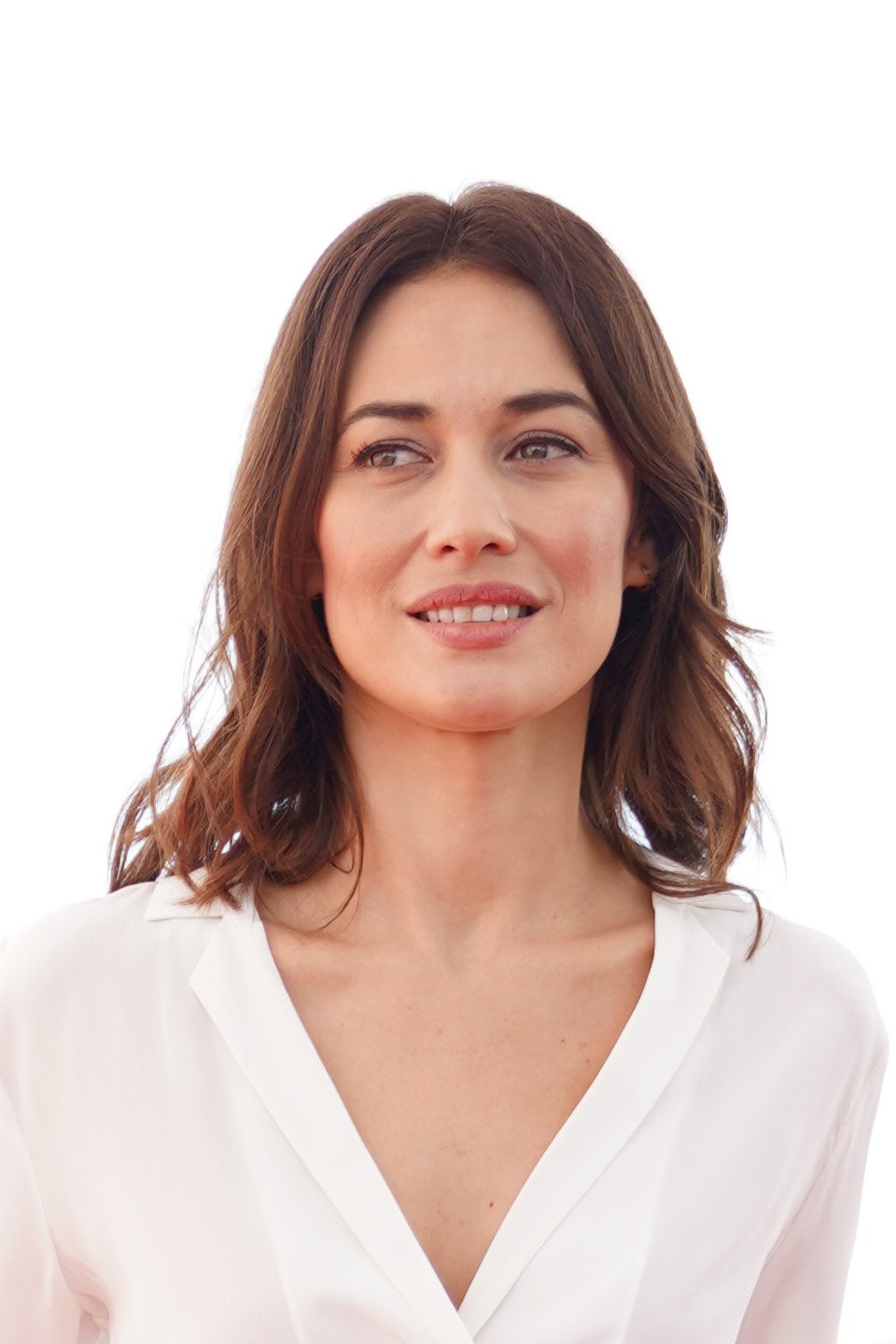
Olga Kurylenko
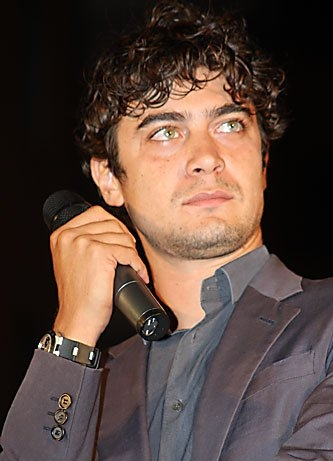
Riccardo Scamarcio
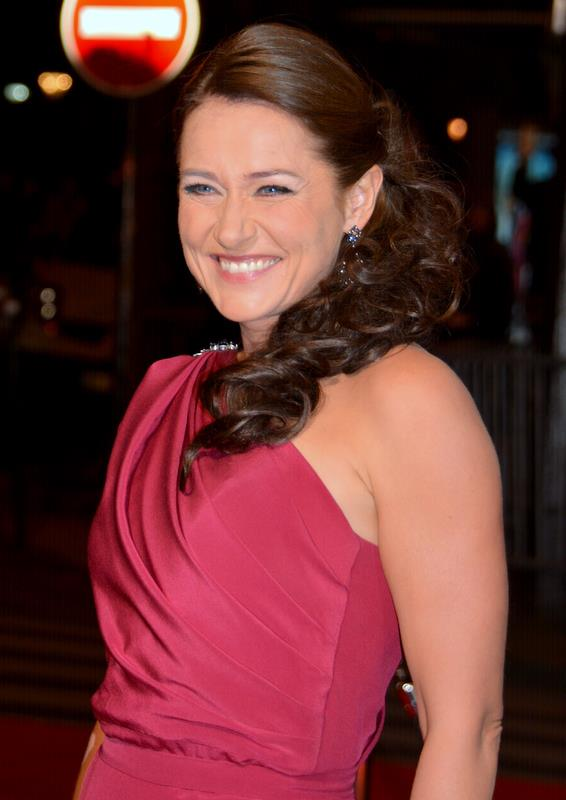
Sidse Babett Knudsen
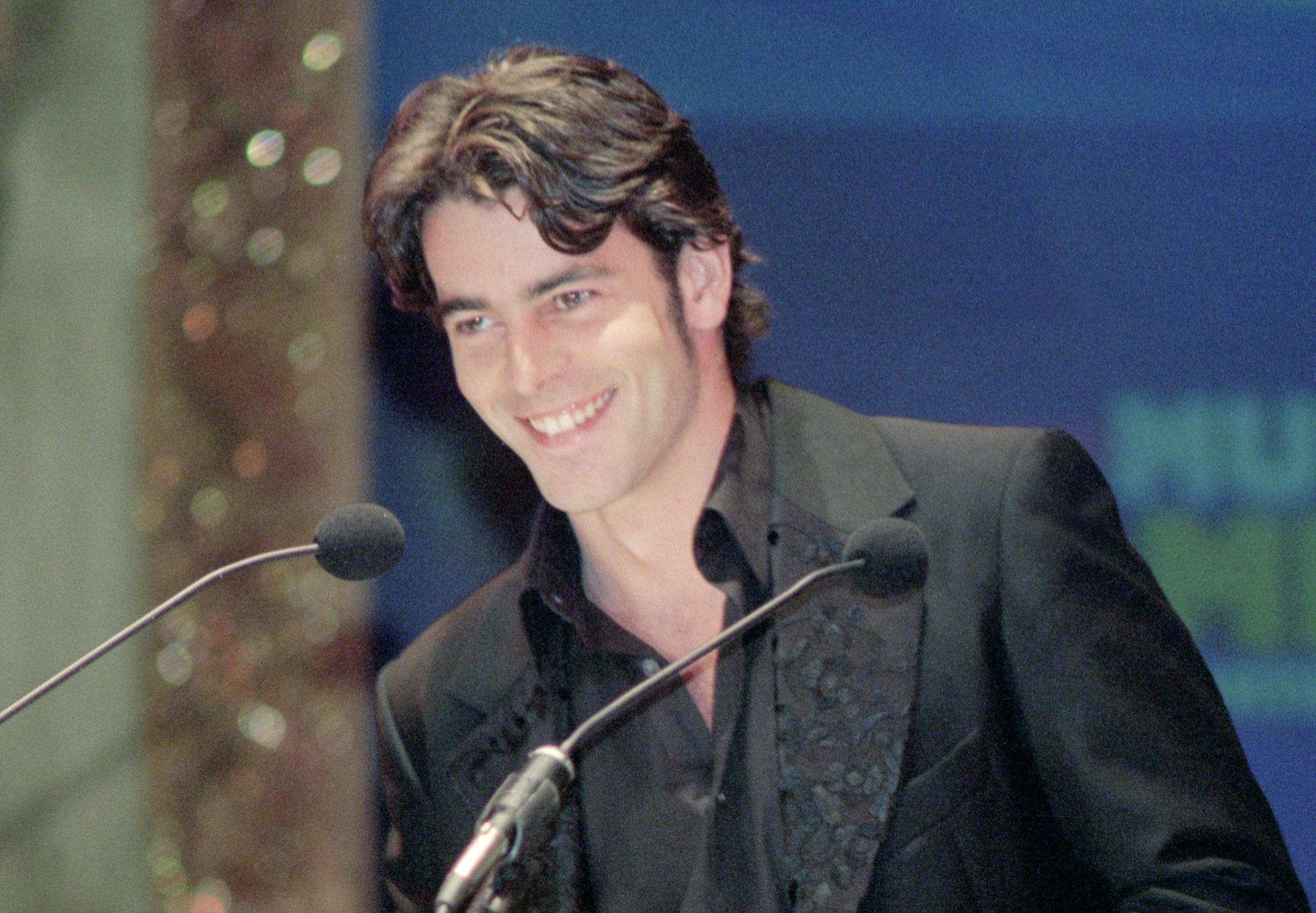
Eduardo Noriega
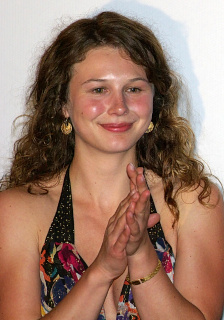
Anna Maria Sturm
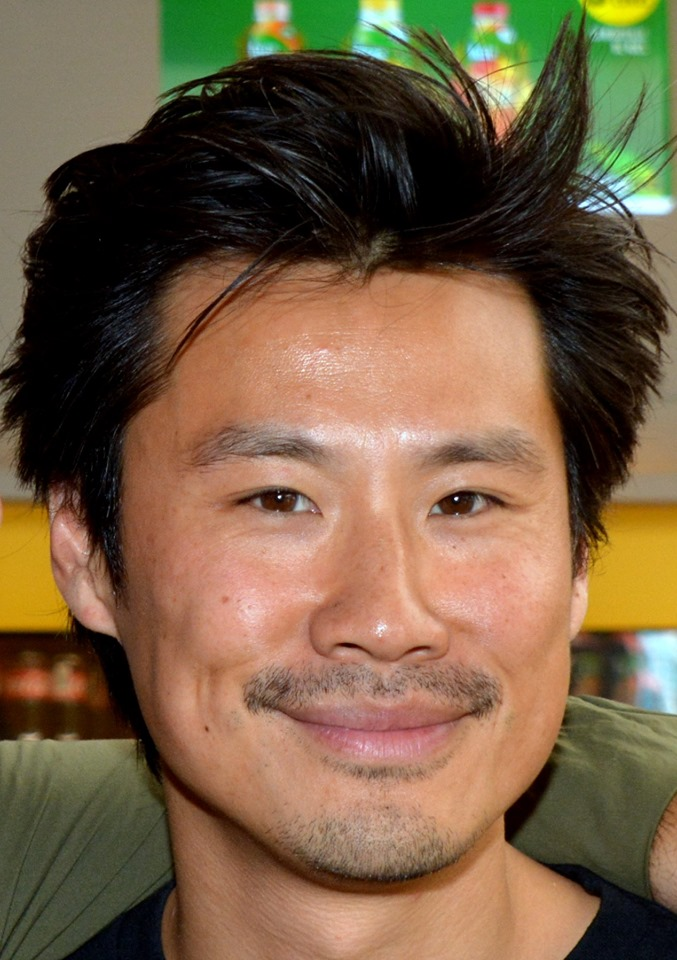
Frédéric Chau
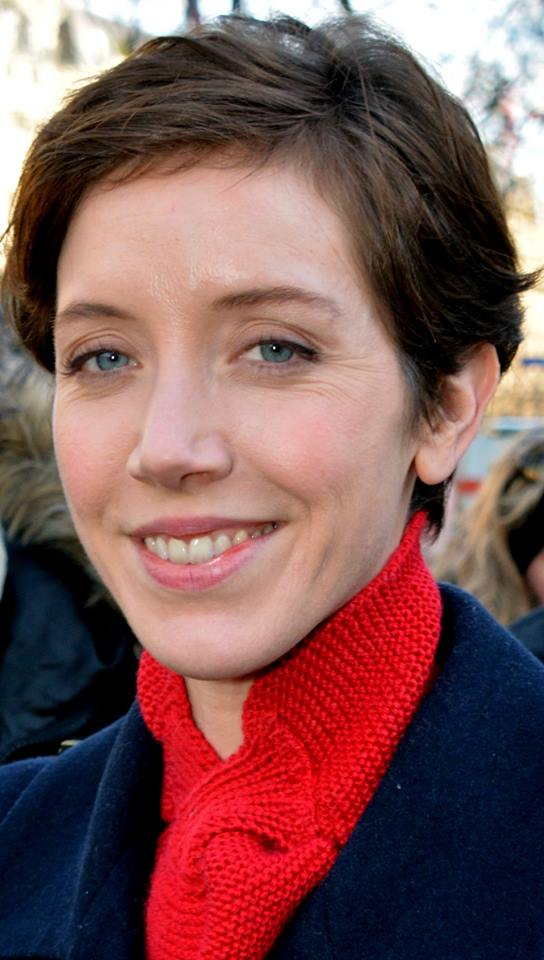
Sara Giraudeau
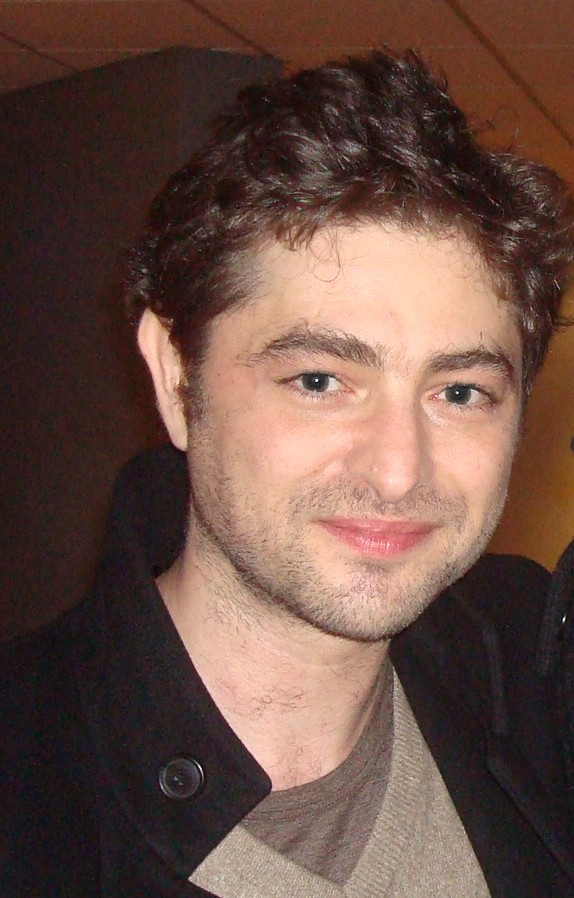
Nicolas Koretzky
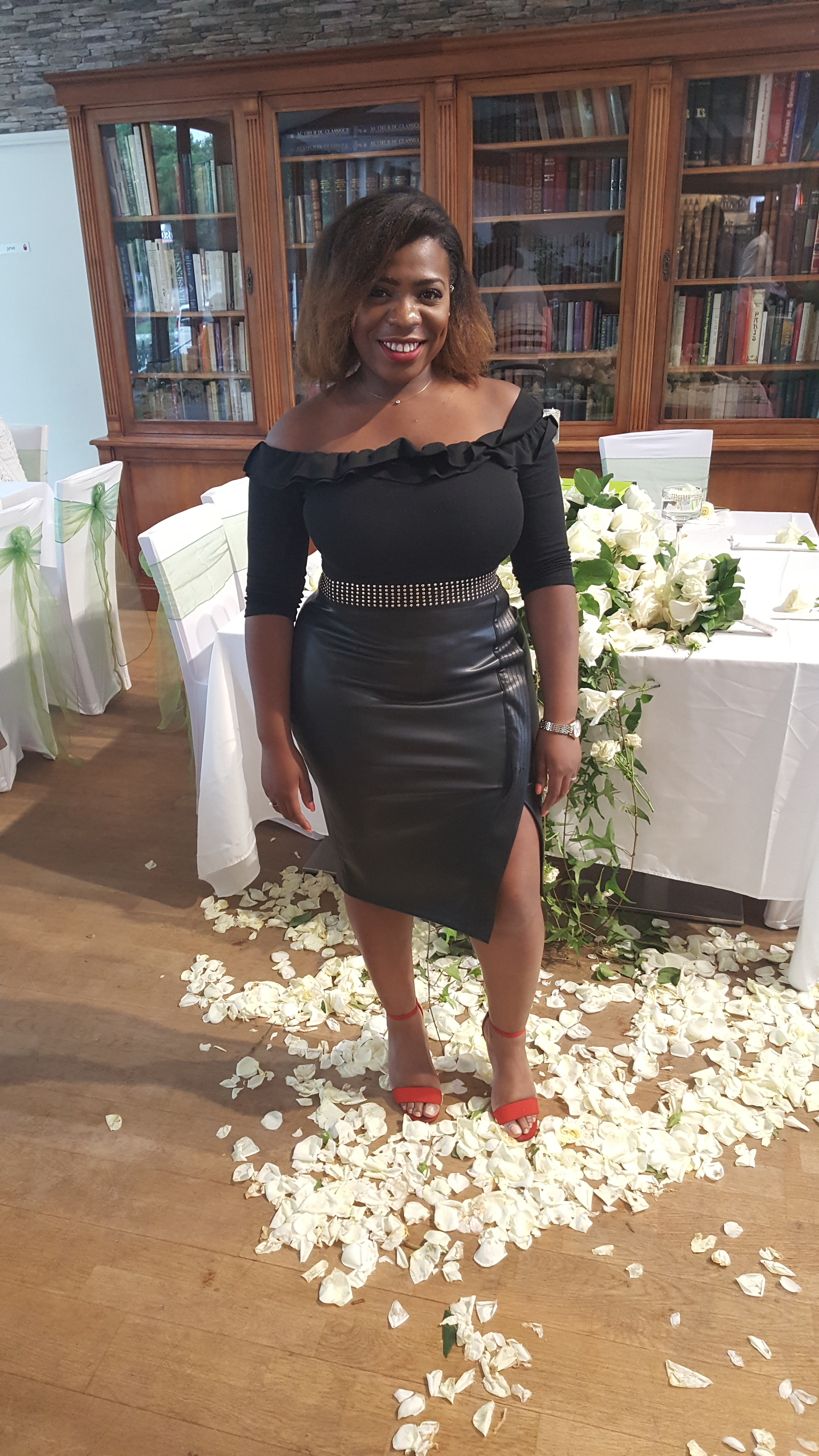
Irina Muluile
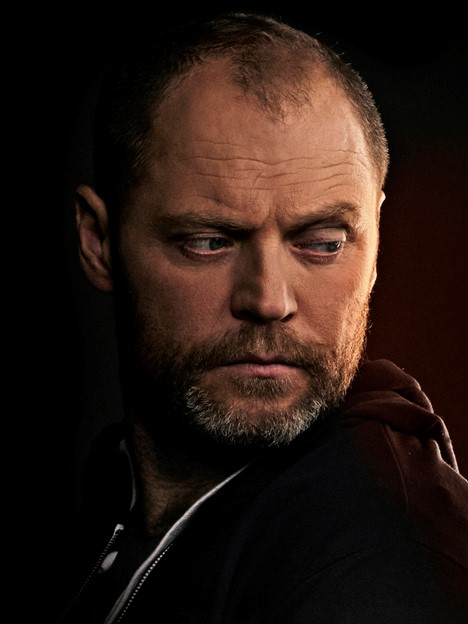
Jacob Lohmann

## Production

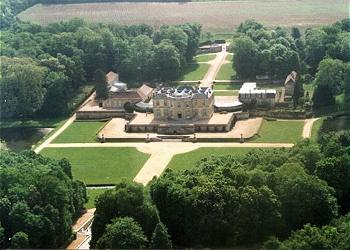
Le château de Villette à Condécourt, où se déroule l'histoire du film.

Régis Roinsard déclare que l'idée du film s'inspire du dispositif qu'avait pris l'éditeur Doubleday pour la traduction d'Inferno de Dan Brown, quatrième roman mettant en scène Robert Langdon et annoncé comme un best-seller. Pour garantir une sortie simultanée à travers le monde sans fuites, les traducteurs étaient quasiment cloisonnés dans le bunker de Mondadori à Milan avec des mesures très strictes de confidentialité,.
Le tournage a lieu de janvier à mars 2018. Il a lieu principalement en Île-de-France. Le "manoir de Villette" où se déroule l'action principale est le château de Villette à Condécourt dans le Val-d'Oise. La prison est la maison d'arrêt de Bois-d'Arcy dans les Yvelines. Les scènes dans la librairie normande de Georges Fontaine à Barfleur dans la Manche sont en fait tournées dans une librairie de Gif-sur-Yvette dans l'Essonne.

## Accueil

### Festival et sorties
Le film est sélectionné et présenté le 23 novembre 2019 au festival du film français de Prague en République tchèque. Il sort le 29 janvier 2020 en France et en Suisse romande, ainsi que le 5 février 2020 en Belgique.

### Critiques
Le film reçoit des critiques mitigées de la part de la presse et obtient une moyenne de 2,9/5 sur Allociné.
Caroline Vié de 20 Minutes a beaucoup apprécié le film, elle trouve que « Lambert Wilson est impressionnant d’autorité glacée dans Les Traducteurs. L’éditeur qu’il incarne veut contrôler celles et ceux qui traduisent un best-seller de portée internationale. Il est l'épine dorsale de ce film choral au suspense diabolique ». Emilie Leoni de Télé Loisirs ajoute : « fort d'un scénario ambitieux et d'un casting inspiré, ce huis clos oppressant aux allures de Cluedo s'avère palpitant de bout en bout ». Voici voit le film comme étant « une bonne idée de thriller, au casting solide, qui s'effiloche un peu ensuite, tirant des ficelles improbables ».
Sylvestre Picard de Première n'est pas du tout du même avis, il n'a pas du tout aimé le film : « On comprend sans peine pourquoi Régis Roinsard s’est emparé d’un tel sujet, excitant et malin. Le problème est l’exécution. Passé son point de départ amusant, Les Traducteurs souffre d’un scénario complètement invraisemblable, où l’on passe sans cesse d’un twist à un autre, où chaque scène semble vouloir surclasser la précédente sur l’échelle du grand n’importe quoi. Lambert Wilson incarne un éditeur gourmet, vénal et vicieux en costume trois-pièces comme on pouvait s’y attendre : en roue libre et à contresens sur l’autoroute du délire ». Bruno Deruisseau des Inrockuptibles estime que « le film est un europudding où la mise en scène et les dialogues se disputent le prix de la bêtise. Un manifeste pour l’art dans une œuvre qui en est dépourvue, [en bref] un ratage complet ».

### Box-office
| Pays ou région | Box-office      | Date d'arrêt du box-office | Nombre de semaines |
| -------------- | --------------- | -------------------------- | ------------------ |
| France         | 279 035 entrées | 14 mars 2020               | 7                  |
| Total mondial  | 2 289 559 $     | -                          | -                  |